# Amphibolia papuana
Amphibolia papuana là một loài ruồi trong họ Tachinidae.